# (200233) 1999 VV2
(200233) 1999 VV2 es un asteroide perteneciente al cinturón de asteroides, descubierto el 4 de noviembre de 1999 por Wolf Bickel desde el Observatorio de Bergish Gladbach, Bergisch Gladbach, Alemania.

## Designación y nombre
Designado provisionalmente como 1999 VV2.

## Características orbitales
1999 VV2 está situado a una distancia media del Sol de 2,657 ua, pudiendo alejarse hasta 3,289 ua y acercarse hasta 2,026 ua. Su excentricidad es 0,237 y la inclinación orbital 3,873 grados. Emplea 1582,58 días en completar una órbita alrededor del Sol.

## Características físicas
La magnitud absoluta de 1999 VV2 es 16,2.